# Joan de Montcada i de Tolsà
Joan de Montcada i de Tolsà   ( - 1560) va ser un noble del llinatge Montcada, primer comte d'Aitona.
Fill de Gastó de Montcada i d'Àngela de Tolsà, senyora de les baronies de Beniarjó, Palma i Ador. Va heretar del seu oncle, Joan de Montcada, els estats de la casa de Montcada. Va accedir a l'herència quan encara era menor d'edat, raó per la qual la seva mare va quedar com a tutora i curador d'ell i els seus germans.
Ostentà diversos títols: senyor de la baronia d'Aitona, comte de Marmilla i Camarata, a Sicília, baró de Seròs, Mequinensa, Soses i Xiva. El 1523 se li va atorgar el títol de comte d'Aitona. També va ser Gran Senescal, Mestre Racional i Virrei de Catalunya, i successivament Mestre Justicier (1529), President (1535) i Virrei i Capità General (1536) del Regne de Sicília.
Va casar-se en primeres núpcies amb Giovanna Lagrua, baronessa de Gareni, filla de GIovanni Vincenzo Lagrua, senyor de Carini, amb qui va tenir una filla. Quedà vidu de la primera esposa i es casà en segones núpcies amb Anna de Cardona, filla del duc de Cardona, amb qui va tenir diversos fills, entre ells Francesc, primer marquès d'Aitona, i Hug Ambròs, bisbe d'Urgell.
Va morir el 1536. Altres fonts indiquen que va morir el 1560.